# 四佳亭站
四佳亭站（：／ Sagajeong yeok */?）是首爾地鐵7號線沿線的一座地下車站，位於韓國首爾特別市中浪區面牧洞，韓語副站名為「綠色醫院」（녹색병원）。站名取自朝鮮文人徐居正之號「四佳亭」（사가정）。

## 車站結構
候車大廳位於地下1樓，月台層則位於地下4樓。
站體為2面2線側式月台的地下車站，候車月台設有月台幕門，並有4處出口。

### 月台配置
| 面牧 ↑   |
| \| 上    |
| ↓ 龍馬山 |

| 月台 | 路線           | 目的地                                   |
| ---- | -------------- | ---------------------------------------- |
| 上行 | ●首爾地鐵7號線 | 上鳳、蘆原、道峰山、長岩方向             |
| 下行 | ●首爾地鐵7號線 | 君子、崇實大學、大林、富平區廳、石南方向 |

## 歷史
- 1996年10月11日：落成啟用。

## 車站周邊
- 面牧洞治安中心
- 面牧郵局
- 面牧市場
- 綠色醫院（朝鲜语：녹색병원）
- 中浪區資源回收中心
- 峨嵯山
- 中浪文化體育館
- 韓國社區信用合作社聯合社（朝鲜语：새마을금고）四佳亭本社
- 國民銀行四佳亭分行

## 圖片

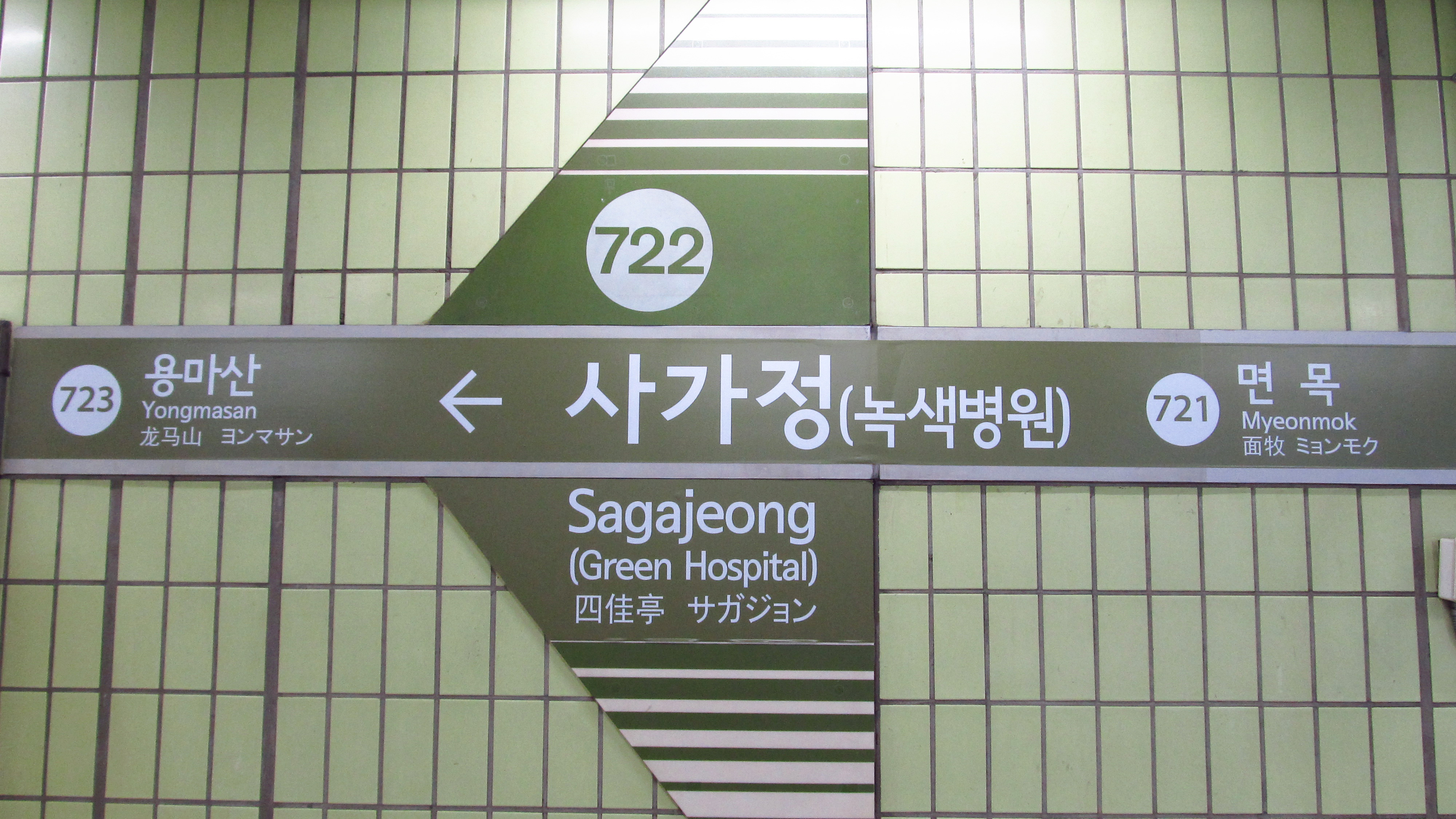
站名牌
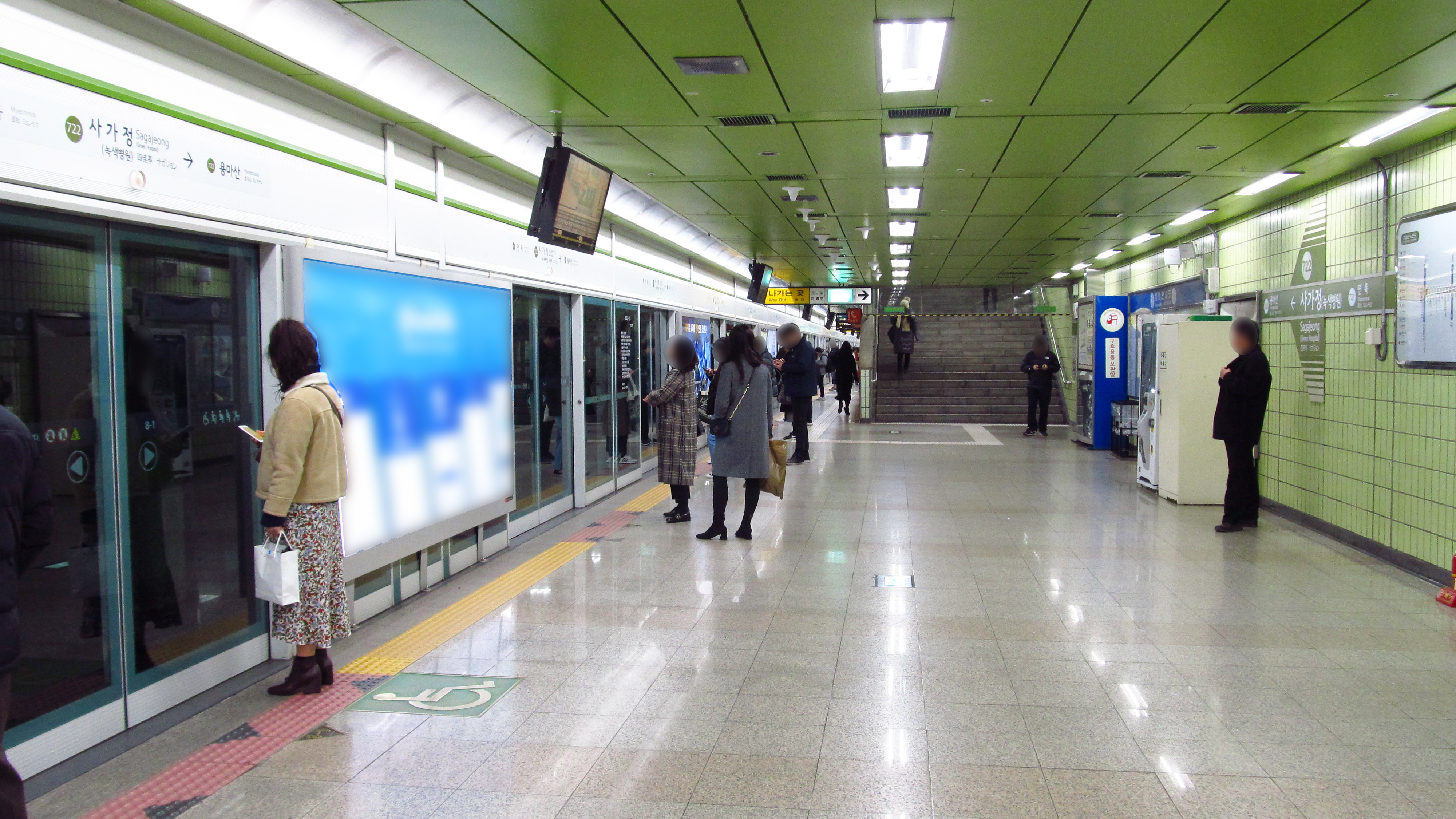
候車月台
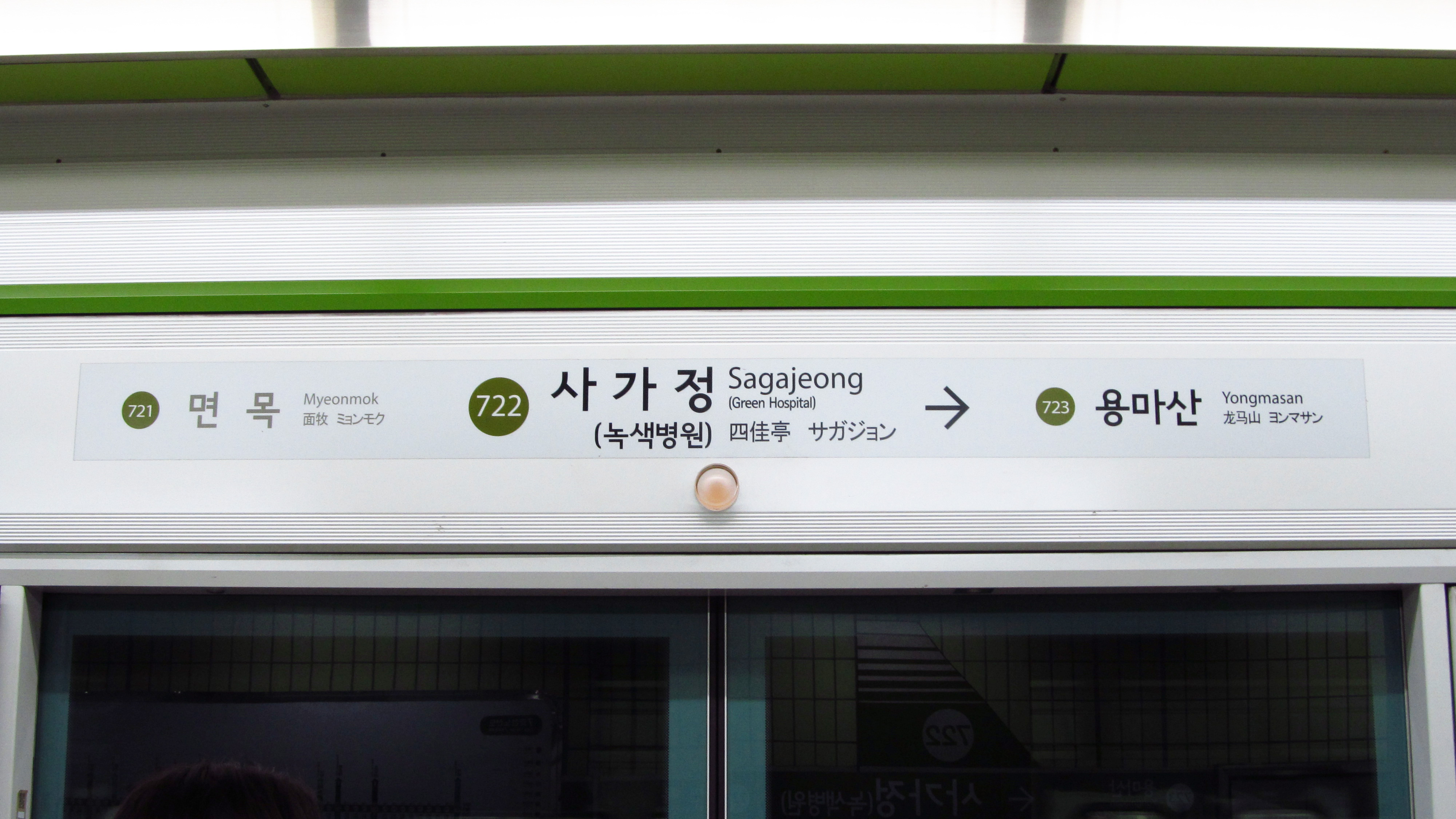
月台門資訊板
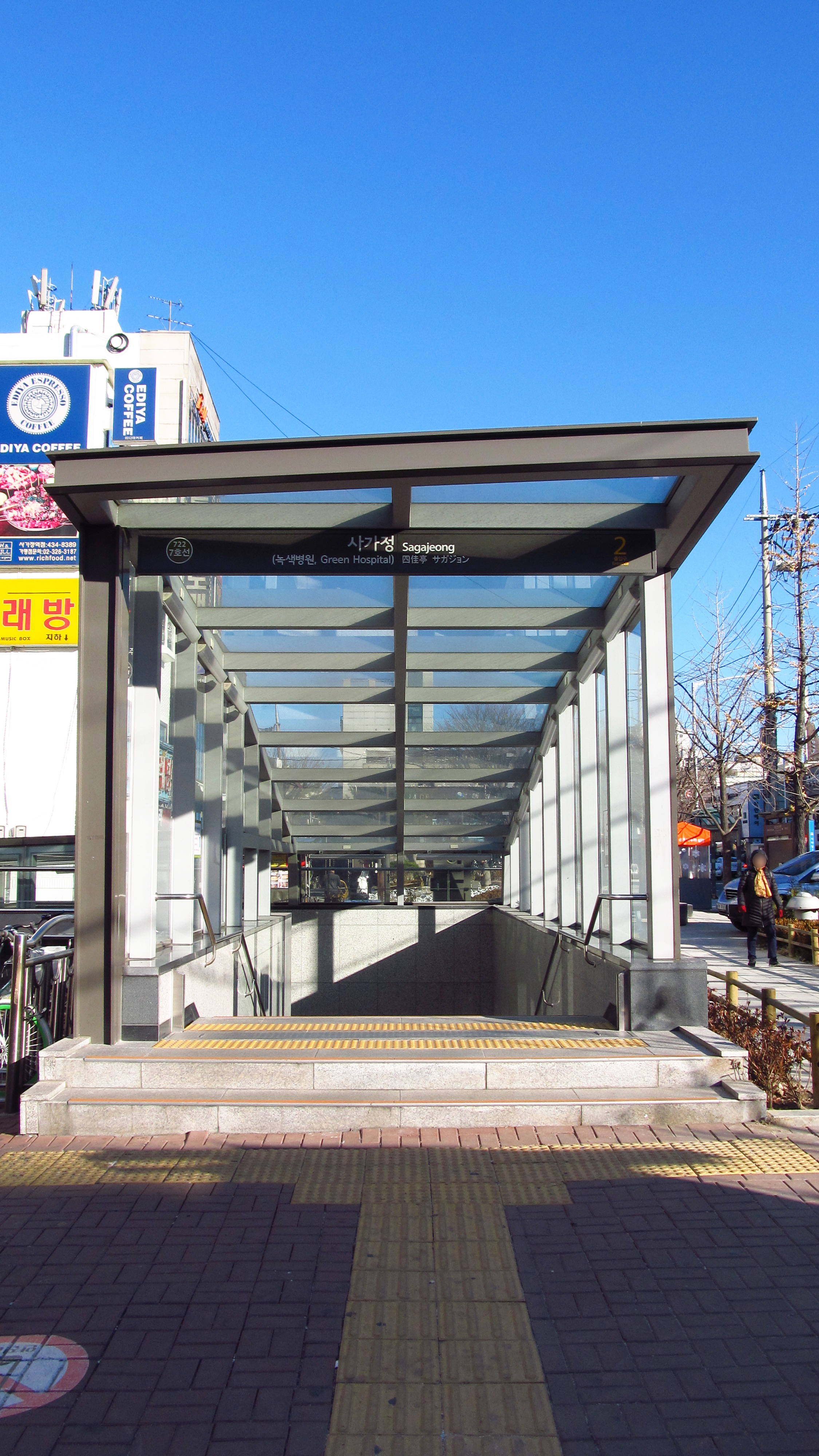
2號出口

## 相鄰車站
首爾交通公社
●首爾地鐵7號線
面牧（721）－四佳亭（722）－龍馬山（723）